# Remmers Gruppe
Die Remmers Gruppe SE ist ein international tätiges Unternehmen in der Baustofftechnik mit Hauptsitz im niedersächsischen Löningen. Das Familienunternehmen bietet verschiedene Produkte für die Bauzuliefer-, Holzfarben- und -lackindustrie an.
Mit 1.350 Mitarbeitern entwickelt und produziert das Löninger Unternehmen bauchemische Produkte für die Kellerabdichtung und Fassadeninstandsetzung, für die Betoninstandsetzung, die Industriebodenbeschichtung sowie Holzfarben und -lacke für die Möbel-, Holzfenster und Holztürenindustrie und Industrielacke für weitere Branchen und Anwendungsgebiete. In Mittel- und Osteuropa ist Remmers mit 15 eigenständigen Tochtergesellschaften und Vertriebsagenturen in über 30 Ländern vertreten. Im Jahr 2020 erwirtschaftete das Unternehmen so rund 350 Millionen Euro.

## Geschichte
1949 wird das Unternehmen von Bernhard Remmers in Löningen gegründet. 1977 Bau des Schulungs- und Vertriebszentrums Heidelberg. Einige Jahrzehnte später, 1991 wird das Holzschutzunternehmen Avenarius übernommen. 1992 wird das Unternehmen in die Remmers AG umgewandelt, zwei Jahre später ein Zweigwerk in Bad Düben gebaut. 2008 übernimmt die Remmers-Gruppe den Industrielacke-Hersteller 3H LACKE mit Sitz in Hiddenhausen bei Herford. Von 2016 bis 2024 hieß das Unternehmen Remmers Gruppe AG. Seit der Rechtsformänderung 2024 heißt das Unternehmen Remmers Gruppe SE.

## Kernkompetenzen
- Bautenschutz- und Instandsetzungssysteme
- Holzschutz- und Holzveredelungssysteme
- Bodenschutz- und Bodenbeschichtungssysteme
- Bauwerkserhaltung und Baudenkmalpflege
- Beschichtungen für die industrielle Fertigung von Oberflächen

## Bernhard-Remmers-Preis

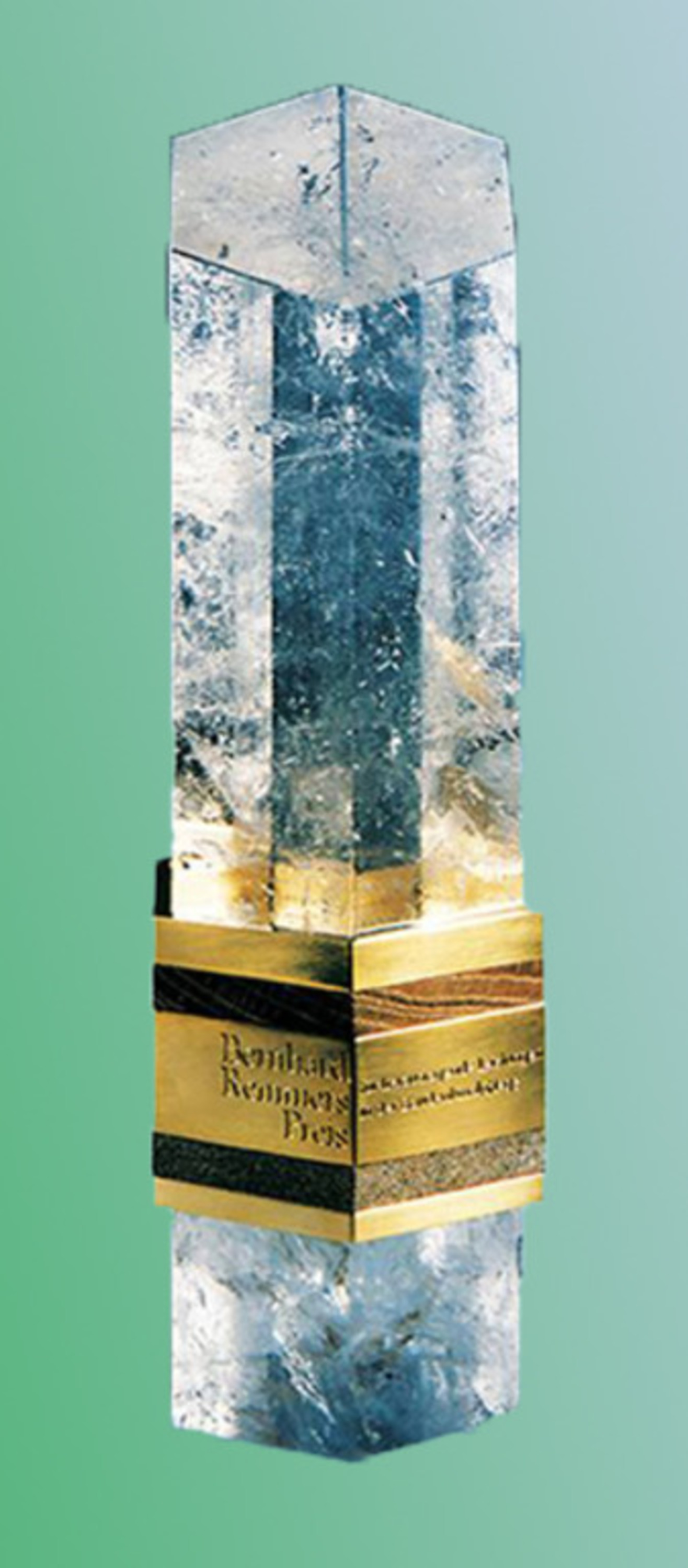
Bernhard-Remmers-Preis

Der Bernhard-Remmers-Preis für besondere Leistungen in der handwerklichen Baudenkmalpflege wurde im Jahr 2000 erstmals verliehen und wird alle zwei Jahre Rahmen der in Leipzig stattfindenden Messe „Denkmal“ vergeben. Der Preis besteht aus einer 30 cm hohen Plastik aus Glaskristalll, die vom Goldschmied und Designer Herbert Feldkamp aus Cloppenburg geschaffen wurde.